# 佐山善則
佐山善則（さやま よしのり）は、日本のメカニックデザイナー。

## 人物
アマチュアの高校生当時、コンピュータ仲間7人でスタジオ・ジャンドラを結成し、1984年にエニックスのアドベンチャーゲーム『ザース 人工頭脳オリオンの奪還』を制作（佐山はメカグラフィック担当）。当時のパソコンゲームでは画期的なビジュアルが評判となった。
その後、仲間の中沢数宣に誘われ佐藤元のスタジオに参加。『機動戦士Ζガンダム』でメカデザイナーとしてプロデビューする。以降のガンダムシリーズや『機動警察パトレイバー』シリーズでサポート的な役割を務め、『宇宙の騎士テッカマンブレード』や『VS騎士ラムネ&40炎』でメインメカを担当する。出渕裕や河森正治の関連作品に参加する機会が多い。
デザインの個性は細身のシルエットと鋭角的なパーツ類。テッカマンブレードにその特徴が見られる。また、コンピュータの知識を活かし、コクピットのCG画面を多く手がけている。この場合、「ディスプレイデザイン」「モニタグラフィックデザイン」「デジタルグラフィックデザイン」といった役職名を用いている。

## エピソード
『マクロスプラス』に登場するYF-21は脳波操縦のメカという設定であるが、第1話に出てくる脳波計のグラフは、佐山が頭に測定器をつけて記録したものである。「激しい山から平静になる」という波形を採るため、部屋の中で暴れまくってから瞑想に入るという作業を繰り返し、本人いわく「自分の意志でアルファ波やベータ波を自在に発信することができるようになった」という。

## 参加作品

### テレビアニメ
- 機動戦士Ζガンダム（1985年） - デザインフィニッシュ
- 機動戦士ガンダムΖΖ（1986年） - 協力
- 機動警察パトレイバー（1989年） - メカニックデザイン ※出渕裕と共同
- 宇宙の騎士テッカマンブレード（1992年） - メカニックデザイン ※中原れいと共同
- VS騎士ラムネ&40炎（1996年） - メインメカニックデザイン
- 星方武侠アウトロースター（1998年） - デザイン協力 ※河森正治、箕輪豊、モーニングスターと共同
- 地球少女アルジュナ（2001年） - デザインサポート
- Witch Hunter ROBIN（2002年） - コンセプチュアルデザイン
- ラーゼフォン（2002年） - メカニックデザイン ※佐藤道明と共同
- 絢爛舞踏祭 ザ・マーズ・デイブレイク（2004年） - RBデザイン
- 創聖のアクエリオン（2005年） - モニタグラフィックデザイン
- Ergo Proxy（2006年） - デザインワークス ※山根公利、柳瀬敬之と共同
- 地球へ…（2007年） - ディスプレイデザイン
- THE SKULLMAN（2007年） - メカニックデザイン
- 鉄腕バーディー DECODE（2008年） - メカニックデザイン[2]
- 鉄腕バーディー DECODE:02（2009年） - メカニックデザイン ※寺尾洋之と共同
- シャングリ・ラ（2009年） - メカニカルデザイン ※片貝文洋、川原智弘と共同[3]
- 宇宙戦艦ヤマト2199（2012年） - ディスプレイデザイン
- タイムトラベル少女〜マリ・ワカと8人の科学者たち〜（2016年） - メカ・ディスプレイデザイン

### 劇場アニメ
- 機動戦士ガンダム 逆襲のシャア（1987年） - メカニカルデザイン
- 機動警察パトレイバー the Movie（1989年） - メカニックデザイン協力
- 機動警察パトレイバー 2 the Movie（1993年） - メカニックデザイン協力 ※伊東守、藤島康介と共同
- エスカフローネ（2000年） - セットデザイン ※武半慎吾と共同
- カウボーイビバップ 天国の扉（2001年） - ディスプレイデザイン、レイアウト協力 ※鈴木博文と共同
- WXIII 機動警察パトレイバー（2001年） - ディスプレイデザイン
- ラーゼフォン 多元変奏曲（2003年） - メカニックデザイン ※佐藤道明と共同
- 機動戦士ガンダム THE ORIGIN（2015年） - ディスプレイデザイン
- 機動戦士ガンダムNT（2018年） - モニターデザイン

### OVA
- デッドヒート（1987年） - メカニカルデザイン
- 究極超人あ〜る（1991年） - メカニックデザイン
- 創竜伝（1992年） - メカデザイン
- 宇宙の騎士テッカマンブレードII（1994年） - メカニックデザイン ※中原れいと共同
- 装甲騎兵ボトムズ 赫奕たる異端（1994年） - サブメカデザイン
- マクロスプラス（1994年） - 設定、デジタルグラフィックデザイン ※田中精美と共同
- 鉄腕バーディー（1996年） - メカニックデザイン、CGワークス
- シャーマニックプリンセス（1996年） - CGワークス
- VS騎士ラムネ&40FRESH（1997年） - メインメカニックデザイン
- 超光速グランドール（1997年） - デザイン協力
- マクロス ゼロ（2002年） - ディスプレイデザイン
- アニマトリックス（2003年） - メカニックデザイン、モニターグラフィックデザイン
- イリヤの空、UFOの夏（2005年） - ブラックマンタデザイン
- 創星のアクエリオン（2007年） - モニタグラフィックデザイン
- 機動戦士ガンダムUC（2010年） - ディスプレイデザイン

### ゲーム
- ザース 人工頭脳オリオンの奪還（1984年） - メカグラフィック
- プラジェーター（1989年） - ディレクション、アート

### 小説
- ガイア・ギア - メカニックデザイン（改修前のゾーリン・ソール）
- 機動警察パトレイバー - イラスト ※高田明美と共同

### 漫画
- 機動戦士ガンダム エコール・デュ・シエル - メカニックデザイン（美樹本晴彦の漫画）
- 柳花〜ユファの大地 - メカデザイン（木根ヲサムの漫画）